# Limfocit
Limfocíti so zrele krvne celice in spadajo med celice limfocitne vrste. So ena od treh vrst belih krvničk (levkocitov) in predstavljajo 20-40 % vseh levkocitov. Nastajajo v rdečem kostnem mozgu in v priželjcu ali timusu. Kostni mozeg in priželjc spadata med primarne krvotvorne organe, kar pomeni, da je v njih prvoten izvor krvnih celic (levkocitov, eritrocitov in trombocitov). Limfociti se iz primarnih krvotvornih organov naselijo v sekundarne in se v njih naprej razmnožujejo. Vsi organi, ki vsebujejo limfno ali limfatično tkivo (razen kostnega mozga in priželjca) se imenujejo sekundarni krvotvorni organi. Limfno ali limfatično tkivo vsebujejo poleg kostnega mozga in priželjca še naslednji organi: bezgavke,  vranica, mandlji, pljuča, prebavila in jetra. Zaradi svojih sposobnosti uničevanja tujih zajedavcev (bakterij, virusov in drugih mikroorganizmov) predstavljajo glavni del obrambnih mehanizmov specifične imunosti. Ločimo limfocite T, limfocite B ter naravne celice ubijalke.

## Razvoj limfocitov
Limfociti se razvijejo prvotno iz pluripotentne matične celice (PMC), vendar se slednje naprej razvijejo v multipotentne celice limfatične vrste (MMC-M), te pa se usmerijo v usmerjene matične celice limfatične vrste (UMC). Od tukaj naprej poteka razvoj po naslednjih stopnjah:
- Limfoblast
- Mali limfocit
- Veliki limfocit
- Prolimfocit
- Dlakasti limfocit
- Limfoplazmocitoidna celica
- Imunoblast
- Imunocit
- Centroblast
- Centrocit
- Plazmoblast
- Proplazmocit
- Plazmatka

Limfoblast je prva razpoznavna celica limfocitne vrste ob pogoju, da je preparat (v bistvu vzorec krvi) obarvan po May-Grünwaldu ali po Giemsi. Meri 15 do 20 μm, okroglo ali ovalno jedro pa zavzema 4/5 celice, v katerem sta lahko eno ali dve jedrci. Kromatin je drobno zrnat. Citoplazma je svetlo modro obarvana.
Veliki limfocit ima premer od 9 do 15 μm. Večino celice zavzema nekoliko ovalno jedro gostejše strukture, ki vsebuje 1 ali 2 jedrci.                               V širšem robu svetlo modro obarvane citoplazme so lahko prisotna maloštevilna azurofilna zrnca ali celo vakuole, lahko pa v citoplazmi ni zrnc. Normalno je v krvi delež velikih limfocitov do 10 % (0–15 %) vseh limfocitov. Njihovo število je povišano ob okužbah (veliki granulirani limfociti).
Mali limfocit je najmanjši levkocit in ima po nekaterih avtorjih premer 7–12 μm. Približno 90 % celice ali celo več zavzema jedro, ki je okroglo, ovalno ali nekoliko zažeto in zelo goste pečataste (skoraj homogene) strukture. Jedrce večinoma ni vidno. Citoplazma je svetlo modro obarvana, pogosto ima temnejši rob. Celica nima sposobnosti fagocitoze.
Prolimfocite so našli v limfnih vozlih, v krvi in v kostnem mozgu le v patološkem stanju, kot so kronična limfatična levkemija, ki se transformira v prolimfocitno levkemijo. So različnih velikosti, njihov povprečni premer pa je 15 μm. Večji so od malega limfocita in imajo obilnejšo svetlo modro obarvano citoplazmo, ki jo je več kot pri limfoblastu. Jedro prolimfocita ima bolj grob (kondenziran) kromatin, če ga primerjamo z jedrom limfoblasta. Vsebuje dobro vidno jedrce. 
Dlakasti limfociti, ki se pojavljajo v večjem številu v krvi bolnikov z dlakastocelično levkemijo, imajo na površini lasaste izrastke. So do dvakratne velikosti malega limfocita, Jedro je rahle strukture z jedrci, citoplazma je svetlo sivomodro obarvana, rob citoplazme pa je razvlečen v obliko dlakastih ali lasastih izrastkov.
Centrocit se od predhodnika razlikuje v tem, da je manjši in ima zažeto jedro, zrelejšo kromatinsko strukturo in svetlo modro citoplazmo.
Plazmoblast, ki meri od 20 do 30 μm, ima močno bazofilno citoplazmo.  Jedro je veliko in okroglo, kromatin je rahel in drobno mrežast. V endoplazemskem retikulumu (ER) s številnimi ribosomi nastajajo imunoglobini.
Proplazmocit je vmesna stopnja med plazmoblastom in plazmatko. V jedru je še jedrce, kromatin je v manjših grudah. Prostornina citoplazme je večja.
Plazmatka meri od 12 do 20 μm in je ovalne oblike. Jedro je enake oblike in leži v enem polu celice.  Kromatin je gost. Citoplazma je intenzivno modre barve, ob enem delu jedra je svetlejša.
Nekatere plazmatke vsebujejo tudi Russelova telesca. 

## Funkcija limfocitov

### Limfociti T
Glavni članek: Limfocit T
Limfociti T so nosilci celične imunosti, ki poteka z neposredno citotoksično aktivnostjo (neposredno uničijo okužene celice oziroma celice, ki jih prepoznajo za tuje) ter z izločanjem limfokinov.

### Limfociti B
Glavni članek: Limfocit B
Limfociti B so odgovorni za humoralno imunost, ki se vrši s proizvodnjo protiteles.